# Portea fosteriana
Portea fosteriana é uma espécie de planta do gênero Portea e da família Bromeliaceae.  
Segundo o autor se difere de P. silveirae por apresentar inflorescência cilíndrica, bráctea primária menor que os ramos e pedicelos robustos - 6mm e longos.  

## Taxonomia
A espécie foi descrita em 1959 por Lyman Bradford Smith. 

## Forma de vida
É uma espécie epífita, rupícola e herbácea. 

## Descrição
Múcron inclinado para a direita.  
| Folha                    | Folha                  |
| ------------------------ | ---------------------- |
| lâmina                   | verde                  |
| margem                   | verde                  |
| ápice                    | verde                  |
| Inflorescência           |                        |
| comprimento              | maior 30 cm            |
| pedúnculo                | verde a avermelhado    |
| bráctea primária         | não envolvendo os ramo |
| forma                    | cilíndrica             |
| tipo                     | densa                  |
| Flor                     |                        |
| pedicelo                 | robusto                |
| comprimento dos pedicelo | menor 12 mm            |
| sépala                   | múcron inclinado       |
| pétala                   | branca com ápice lilás |

## Conservação
A espécie faz parte da Lista Vermelha das espécies ameaçadas do estado do Espírito Santo, no sudeste do Brasil. A lista foi publicada em 13 de junho de 2005 por intermédio do decreto estadual nº 1.499-R. 

## Distribuição
A espécie é encontrada nos estados brasileiros de Espírito Santo e Rio de Janeiro. 
A espécie é encontrada no domínio fitogeográfico de Mata Atlântica, em regiões com vegetação de floresta ombrófila pluvial.